# Schlosskirche Dornburg (Gommern)

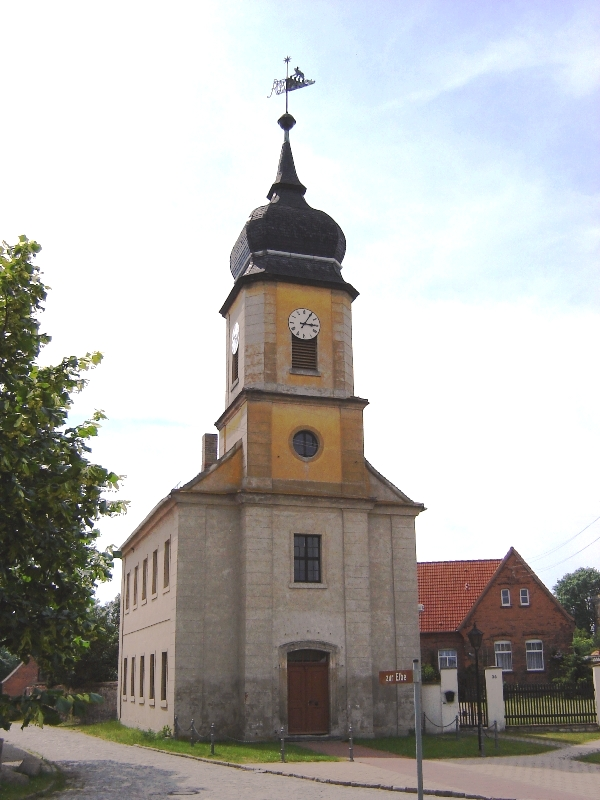
Schlosskirche Dornburg

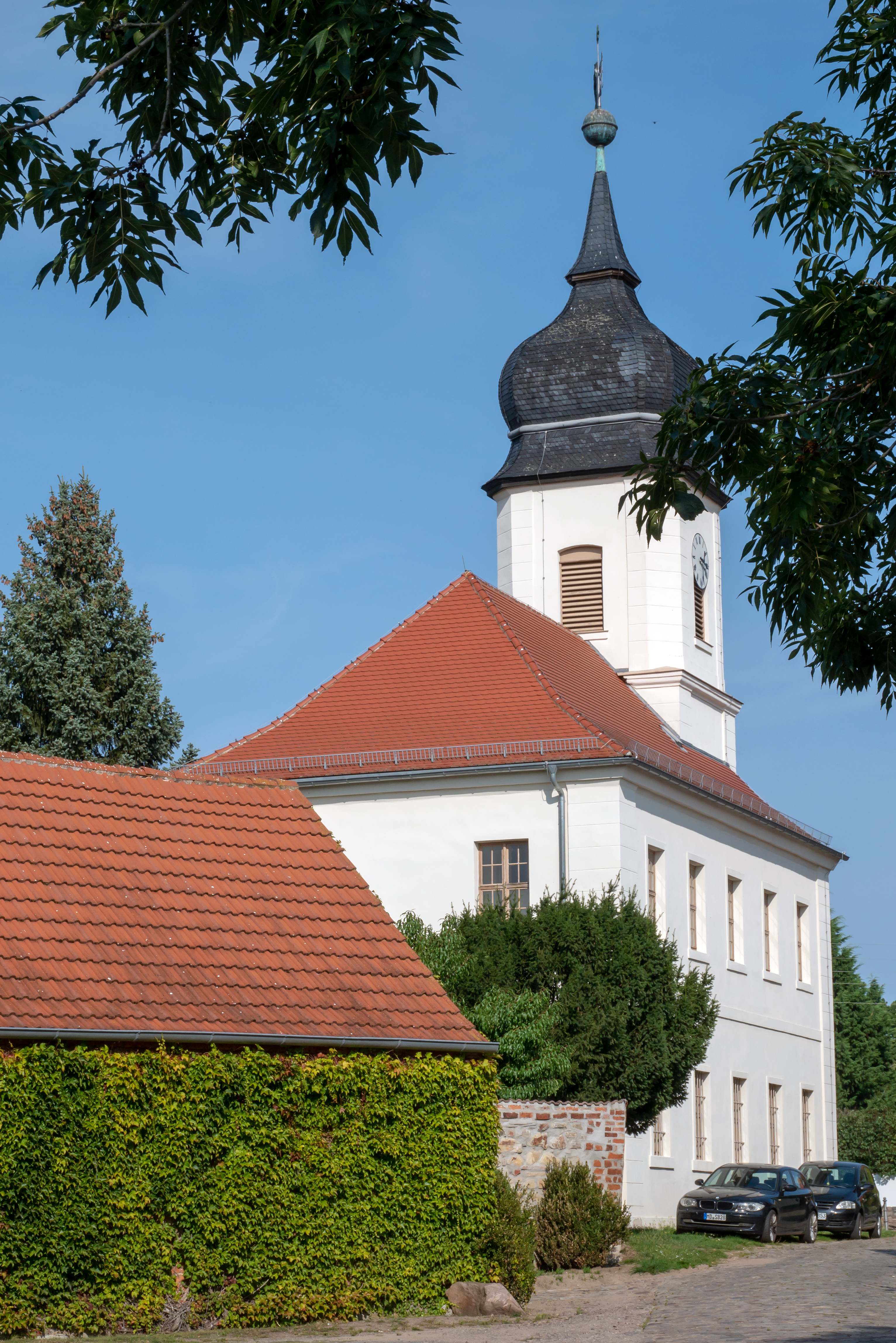
Westansicht

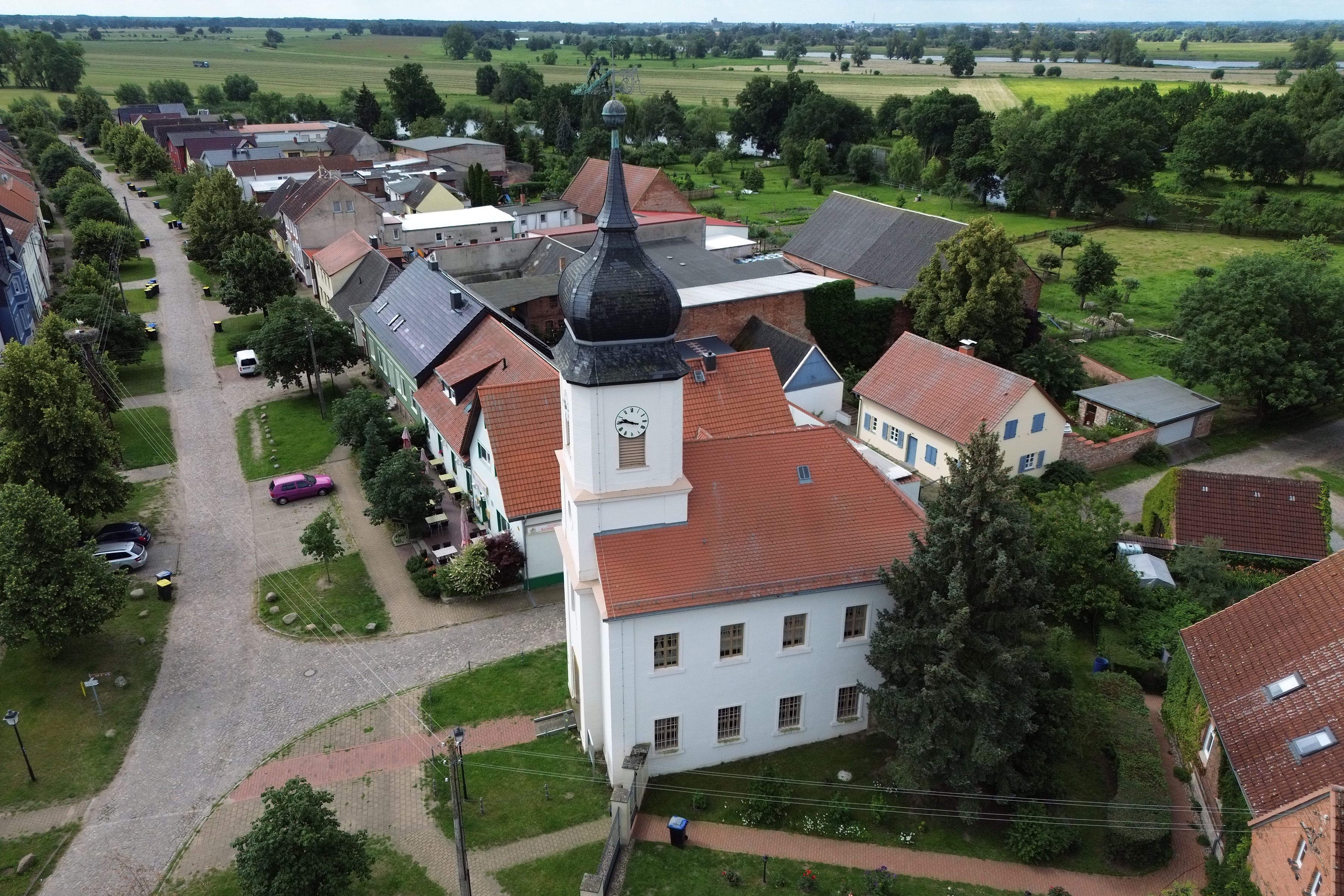
Luftaufnahme der Dornburger Dorfkirche

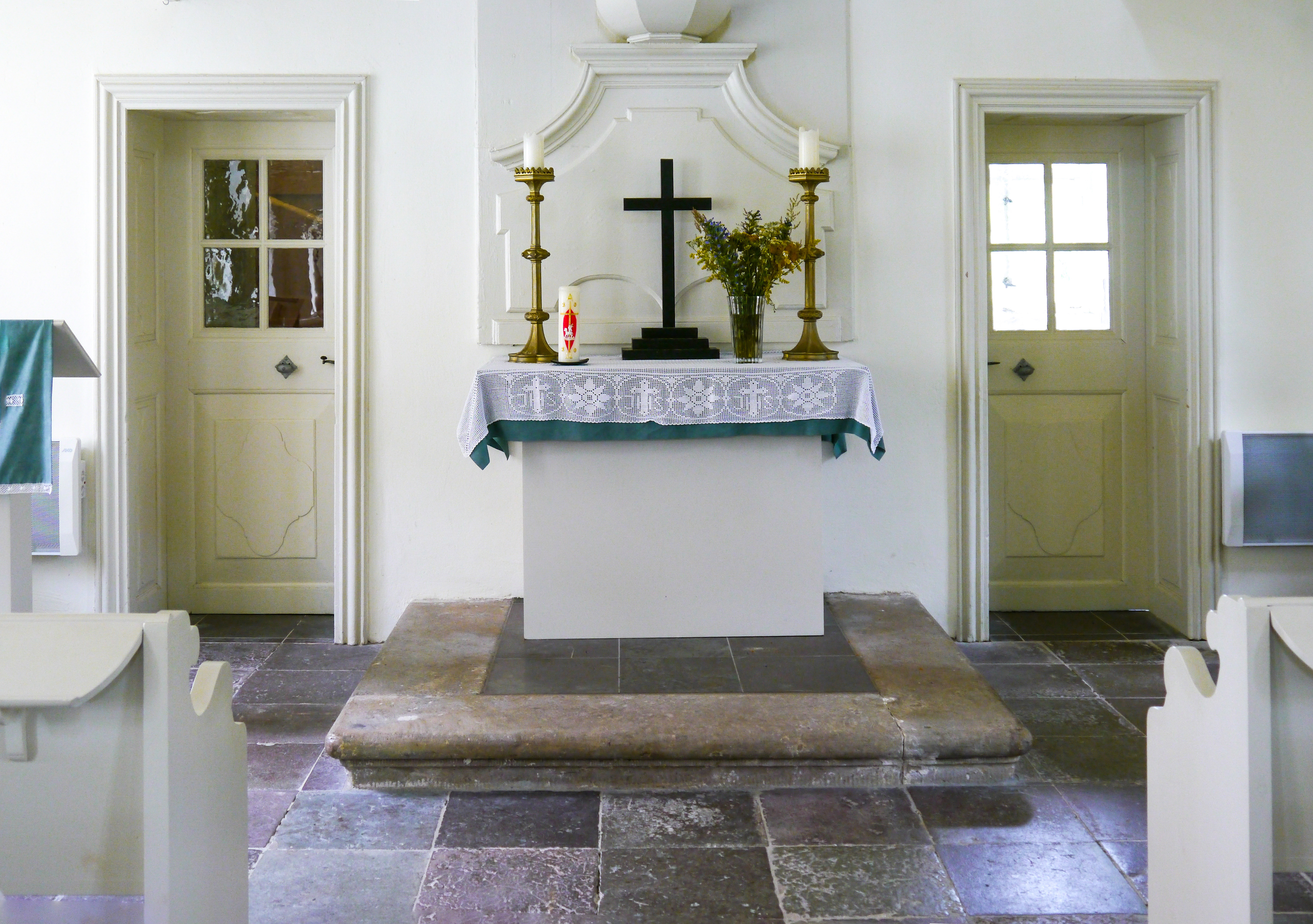
Altar

Die evangelische Schlosskirche Dornburg (auch: St. Christophorus) ist eine barocke Saalkirche im Ortsteil Dornburg von Gommern im Landkreis Jerichower Land in Sachsen-Anhalt. Sie gehört zum Pfarrbereich Loburg-Leitzkau II im Kirchenkreis Elbe-Fläming der Evangelischen Kirche in Mitteldeutschland (EKMD).

## Geschichte und Architektur
Die Kirche ist ein gewesteter Rechteckbau mit quadratischem Ostturm, der in den Jahren 1755–1758 von Carl Wilhelm Christ erbaut wurde. Das glatt geputzte Schiff ist mit Eckquaderung und Gurtgesims sowie mit Rechteckfenstern in zwei Reihen zu fünf Achsen und Putzfaschen gegliedert, in den Detailformen dem Schloss Dornburg (Gommern) ähnlich; der eingezogene Turm tritt risalitähnlich vor und ist im oberen Teil mit abgeschrägten Ecken und Schweifhaube ausgebildet. Die Wetterfahne wurde von Andreas Braune mit den Initialen des Fürsten Friedrich August und der Bauherrin, Johanna Elisabeth von Anhalt-Zerbst versehen. Ein stichbogig geschlossenes Ostportal mit flach profilierten, geohrten Faschen erschließt das Bauwerk.
Innen ist das Bauwerk als schlichter Emporensaal mit Spiegelgewölbe gestaltet; die Raumverhältnisse wirken durch den Einbau einer zweiten Empore etwas gedrückt.

## Ausstattung
Die Ausstattung wirkt nüchtern und schlicht nahezu ohne Baudekor. Im Westen steht die Altarwand, in die der leicht geschwungene, polygonale Kanzelkorb eingelassen ist. Darüber erhebt sich die Orgelempore; dahinter sind in drei Teile geteilte Anräume untergebracht (Sakristei, Aufgänge zur Kanzel und Orgel sowie zu den oberen Seitenemporen), der barockisierende Orgelprospekt stammt vom Ende des 19. Jahrhunderts. Gegenüber ist die vorschwingende verglaste Fürstenloge eingebaut; im Innern sind Reste eines Schmuckfußbodens nach Entwürfen von Friedrich Joachim Stengels erhalten.
Aus dem Vorgängerbauwerk im Schloss wurde ein 1747 datiertes, silbernes Altarkreuz mit den Initialen Christian Augusts und Johanna Elisabeths von Anhalt-Zerbst übernommen. Weiterhin ist am nördlichen Treppenaufgang eine Inschriftgrabplatte für Gertraud von Pause geb. von Münchhausen († 1656) und eine Figurengrabplatte für Johann von Münchhausen († 1674) erhalten. Außen an der Nordseite ist ein stark verwitterter Inschriftgrabstein für Jacob Christian Henning aus dem Jahr 1786 angebracht.

## Orgel
Die Orgel ist ein mehrfach umgebautes Werk von Johann Caspar Sperling von ca. 1734/1736 mit heute sieben Registern auf einem Manual und Pedal. Aus der Erbauungszeit stammen noch die Manualwindlade, die Traktur sowie ein Großteil des Pfeifenwerks. 1856 wurde die Disposition durch Orgelbaumeister Hoff aus Dessau verändert, 1864 wurde ein selbstständiges Pedal ergänzt. Auf einer von Sperling freigelassenen Schleife, für die der Einbau einer Trompete 8′ geplant war (aber nicht erfolgte), befindet sich heute das Register Doppelflöte 8′. 2010–2012 wurde die Orgel durch die Firma Orgelbau Reinhard Hüfken restauriert, dabei wurde die Doppelflöte nachgebaut und das Cornett erneuert. Die Disposition lautet:
| I Manual CD–c3 |             |                                   |
| 1.             | Gedackt     | 8′                                |
| 2.             | Principal   | 4′ (Prospekt)                     |
| 3.             | Flöte       | 4′                                |
| 4.             | Oktave      | 2′                                |
| 5.             | Cornett III | 2 ⁄3′, ab c0 + 2′, ab a0 + 1 3⁄5′ |
| 6.             | Doppelflöte | 8′                                |

| Pedal C–d1 |         |     |
| 7.         | Subbass | 16′ |

- Koppeln: I/P
- Traktur: mechanische Schleifladen
- Stimmung: ungleichstufig, Neidhardt II (1729)
- Stimmtonhöhe: ein Halbton über Kammerton a′ mit 470 Hz bei 18 °C
- Windversorgung: elektrisch (Ventus), auch Handbetrieb möglich